# Estación de Santiago de Compostela-Daniel Castelao
Santiago de Compostela-Daniel Castelao es una estación ferroviaria situada en la ciudad española de Santiago de Compostela, en la provincia de La Coruña, Galicia. 
Cuenta con numerosos servicios de Alta Velocidad (AVE), Larga y Media Distancia operados por Renfe. Registró en 2024 un tráfico de 4,3 millones de pasajeros, siendo la estación con mayor número de viajeros de Galicia.

## Situación ferroviaria
La estación se encuentra a 218 metros de altitud en el cruce ferroviario que forman las siguientes líneas:
- Línea de alta velocidad Olmedo-Zamora-Galicia, punto kilométrico 550,813.
- Eje Atlántico de Alta Velocidad.
- Línea férrea de ancho ibérico Zamora-La Coruña, punto kilométrico 378,811, entre las estaciones de Vedra-Ribadulla y Órdenes.
- Línea férrea de ancho ibérico Redondela-Santiago de Compostela, punto kilométrico 92.

## Historia
La llegada del ferrocarril a Santiago va unido a la primera línea férrea puesta en funcionamiento en Galicia, que unía la ciudad con Carril y que se prolongaría poco después hasta Pontevedra. Se construyó así la estación de Cornes, inaugurada el 15 de septiembre de 1873 por la empresa que pertenecía en régimen de concesión a Juan Stephenson Mould, cuyo nombre original era Compañía del Ferrocarril de Cornes a Carril de la Infanta Doña Isabel. En 1928, la Compañía del Ferrocarril de Medina a Zamora y de Orense a Vigo (MZOV) absorbió la compañía inglesa para ser a su vez absorbida por la Compañía Nacional de los Ferrocarriles del Oeste un año después. En 1941, la nacionalización de los ferrocarriles de vía ancha en España integró todas las compañías existentes en la recién creada RENFE. 
El 14 de abril de 1943, con la apertura de la línea férrea La Coruña-Santiago de Compostela, que más tarde se integraría dentro de la línea Zamora-La Coruña, RENFE relegó la estación de Cornes al transporte de mercancías y construyó el actual edificio. Desde el 31 de diciembre de 2004 Renfe Operadora explota la línea, mientras que Adif es la titular de las instalaciones ferroviarias.
El 10 de diciembre de 2011 se inauguró el tramo Santiago de Compostela-Orense como parte de la línea de alta velocidad Olmedo-Zamora-Galicia. En 2022 comenzaron las obras del nuevo edificio de viajeros, siendo inaugurado en junio de 2025.

## La estación
Está situada en la zona sureste de la ciudad, a 1 kilómetro de la catedral y de la autopista AP-9, cerca del río Sar.

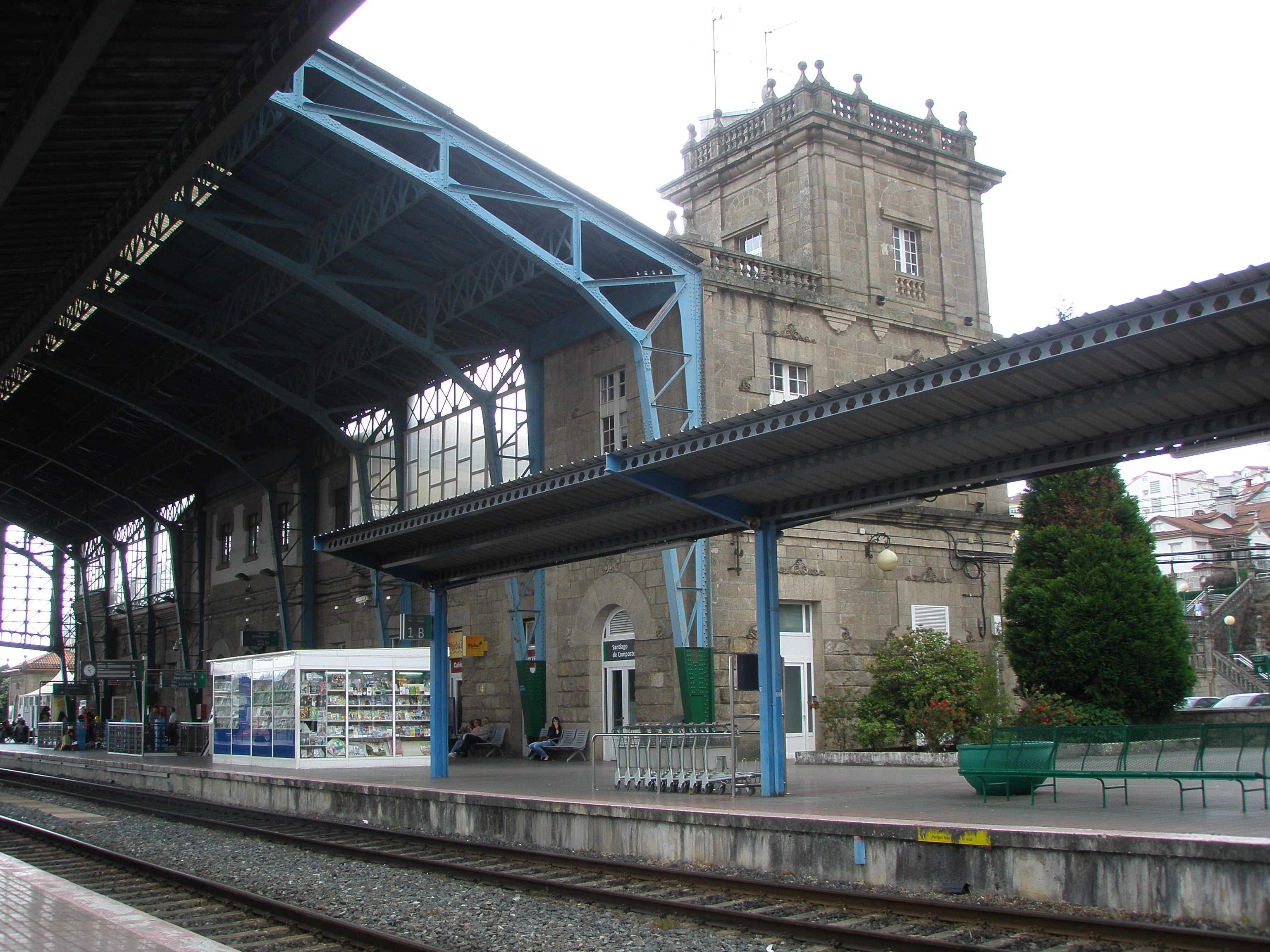
Vista de los andenes y de la marquesina.

Fiel al estilo de las estaciones de la zona el edificio sigue el esquema de un pazo. Se compone de un pabellón central de dos pisos flanqueado por dos alas laterales que en su extremos poseen dos torres de planta cuadrada. El conjunto es asimétrico dado que mientras una de las torres alcanza los tres pisos, la otra apenas supera la altura de las alas laterales. La fachada principal está decorada por un soportal formado por una galería de cinco arcos frontales y 2 laterales. 
Se compone de tres andenes, uno lateral y dos centrales al que acceden cinco vías. Todas ellas están protegidas por una marquesina metálica de dos vertientes de considerables proporciones y de difícil integración en el conjunto. Fuera de su alcance quedan más vías de servicio destinadas a carga, apartado o garaje). Los cambios de andén se realizan gracias a pasos subterráneos.
Cuenta con atención al cliente, punto de información, venta de billetes, aseos, quiosco, taquillas guarda equipajes, cafetería y alquiler de coches. Todo el recinto está adaptado para las personas con discapacidad. En el exterior se encuentra un amplio aparcamiento y una parada de taxis.

## Servicios ferroviarios

### Alta Velocidad y Larga Distancia
El 10 de diciembre de 2011 se puso en servicio el tramo de Alta Velocidad entre Orense y La Coruña. Por este tramo circulan servicios Avant entre las estaciones de Orense, Santiago de Compostela y La Coruña.